# Агашкова-Коренева, Ирина Георгиевна
Агашкова-Коренева Ирина Георгиевна (род. 29 сентября 1962 года) — российская актриса, играющая в Башкирском республиканском русском Драматическом театре. Народная артистка Республики Башкортостан (2005).

## Биография
Агашкова (Агашкова-Коренева) Ирина Георгиевна родилась 29 сентября 1962 года в Уфе.
В 1983 году окончила Уфимский государственный институт искусств (курс А. К. Лощенкова, П. Р. Мельниченко).
По окончании работает в Башкирском республиканском русском Драматическом театре Уфы.
Член Союза театральных деятелей (1990).

## Роли в спектаклях
Аня («Вишнёвый сад» А. П. Чехова), Корали («Загнанная лошадь» Ф. Саган), Марья Львовна («Дачники» М. Горького); комедийные: Малахова («Где ты был, Лопотухин?» по пьесе «Гуманоид в небе мчится» А. Г. Хмелика; дебют, 1985), Марианна («Тартюф» Мольера), Магдалена («Ревнивая к себе самой» Т. де Молины); острохарактерные роли: Зинка Падеспань («Самоубийца» Н. Р. Эрдмана), Зизи (" " А. М. Поламишева по произв. Н. В. Гоголя), Дина («Пока она умирала» Н. М. Птушкиной).
Евгения («Сны Евгении» А. Н. Казанцева), Норы («Кукольный дом» Г. Ибсена), Надежда Коломийцева («Последние» М. Горького), (Шарлотта Хэй) в спектакле «Музыка небес» К. Людвига. Занята в спектаклях «Голубая камея» (с Ильей Мясниковым), «Неаполь — город миллионеров».

## Награды и звания
- Заслуженная артистка Республики Башкортостан (1995)
- Народная артистка Республики Башкортостан (2005)